# Только для собак
«Только для собак» — мультипликационный фильм.
Фильм участвовал в конкурсной программе фестиваля Суздаль-2002
О том, как собаки собрались на шоу для избранных.

## Создатели
| режиссёр                  | Максим Поляков                                                |
| сценаристы                | А. Яни, Максим Поляков                                        |
| художник                  | Максим Поляков                                                |
| художники-мультипликаторы | Роман Козич, Алексей Маштаков, Олег Пичугин, Наталья Мальгина |
| оператор                  | Владимир Березовой                                            |
| продюсер                  | Владимир Репин                                                |
| композитор                | А. Переслегин                                                 |
| звукооператор             | Владимир Орёл                                                 |